# 登機閘口
登机闸口或登机区域，是指旅客在机场登机前的等候区域。具体的定义根据不同国家、不同机场而有所不同。多数情况下，登机区域应包含座椅休息区、一个柜台、一个航空公司出入口，以及空桥。在飛機起飛前開放登機時，乘客在登機門將登機證及護照等旅行證件交由航空公司地勤人員檢查，或以驗票閘門自動檢查，再經空橋或登機梯進入飛機內。一些國家可能在登機閘口對乘客進行二次安檢。

## 空桥与登机梯
登机方式分为两种，廊桥登机和摆渡登机。
一般来说规模越大、设施越完善、现代化程度越高的机场，廊桥登机越常见，这种登机模式使得旅客可以在候机楼内通过登机口直接走入机舱。但是个别地区也跟航空公司本身是否租借或者拥有专用廊桥有关，并不是有空置的廊桥就一定会被使用。
而在空桥正式出现之前，乘客都是从地面经登机梯登机。在廊桥出现之后，受制于各种因素，大多数机场依然找得到传统登机模式摆渡登机，这种模式需要旅客在经过登机口到室外仍要步行或搭乘专用的接駁車来到机位并并通过登机梯登机，廉价航空多半使用这种模式来降低租借空桥的成本 。

## 图集

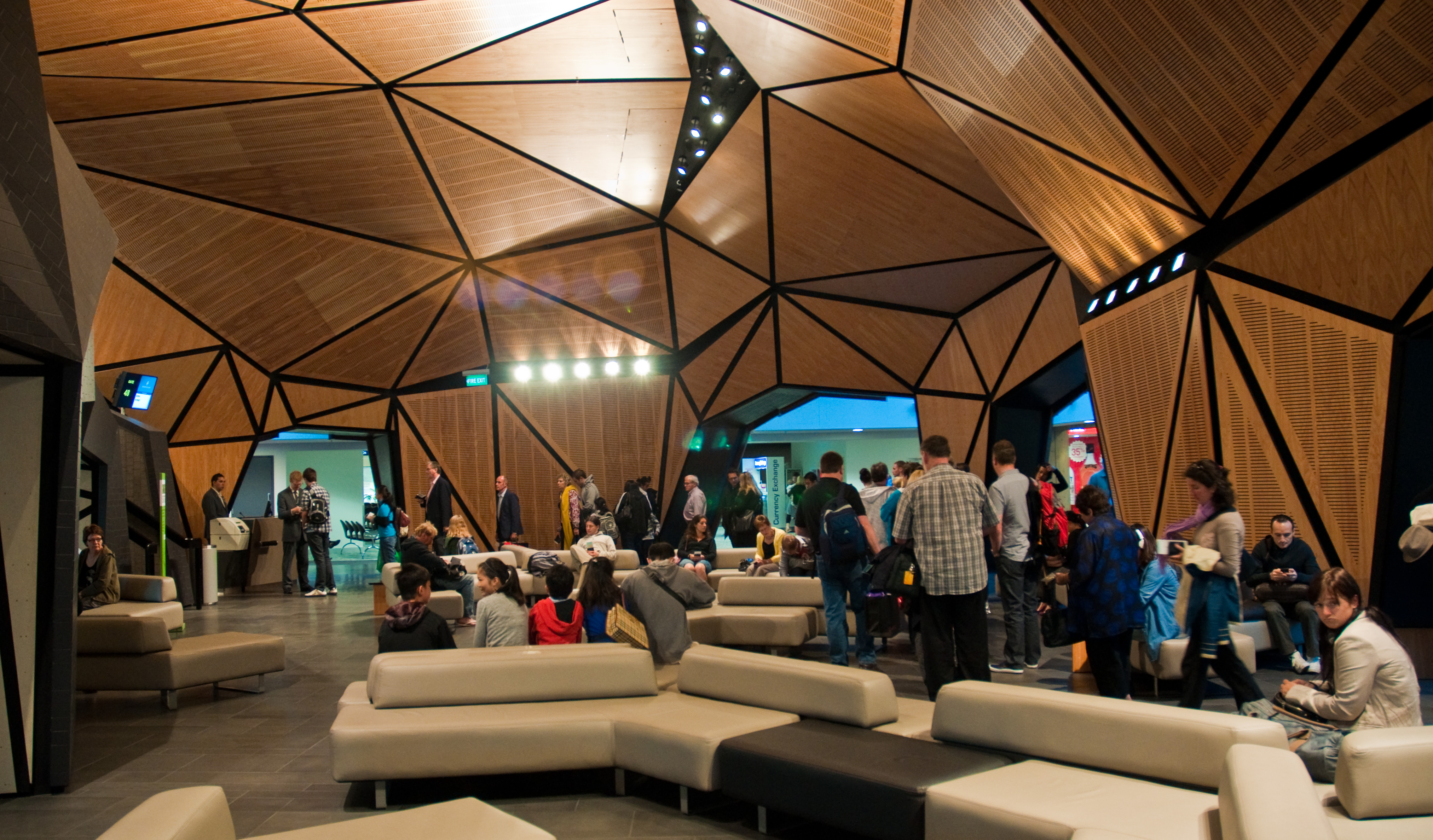
新西兰惠灵顿国际机场48号登机口
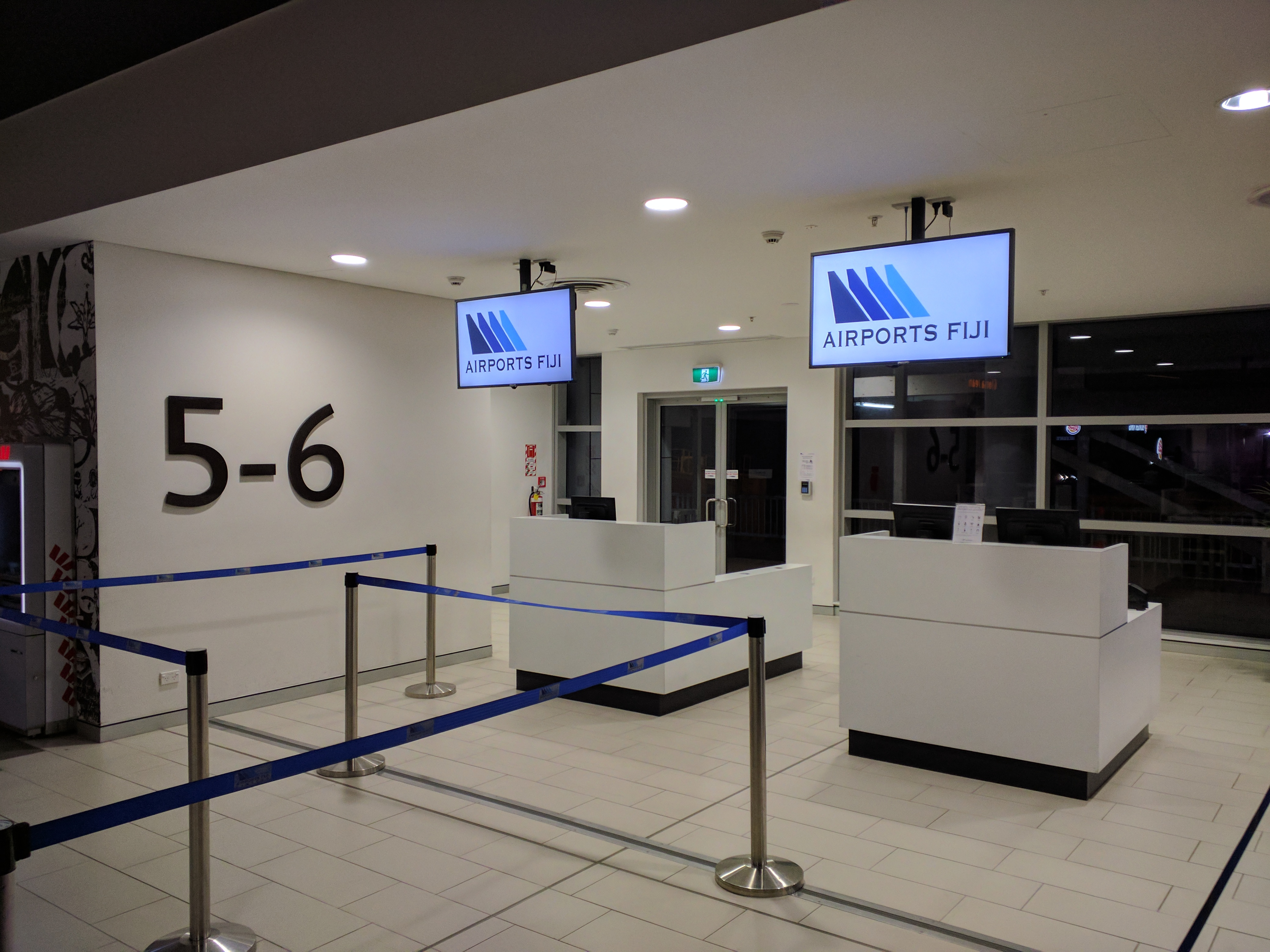
斐济楠迪国际机场5、6号登机口
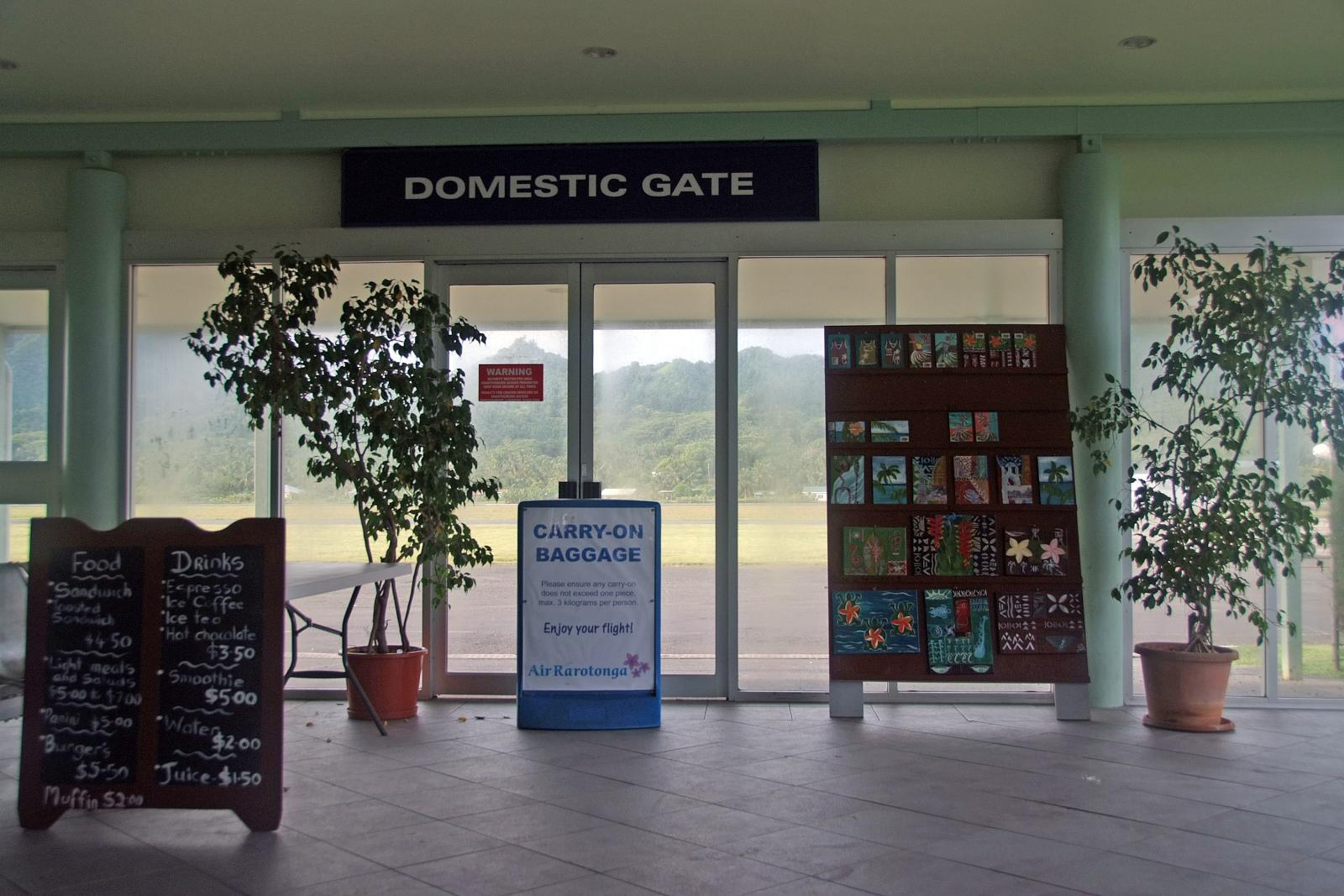
库克群岛拉罗汤加国际机场国内航线登机口
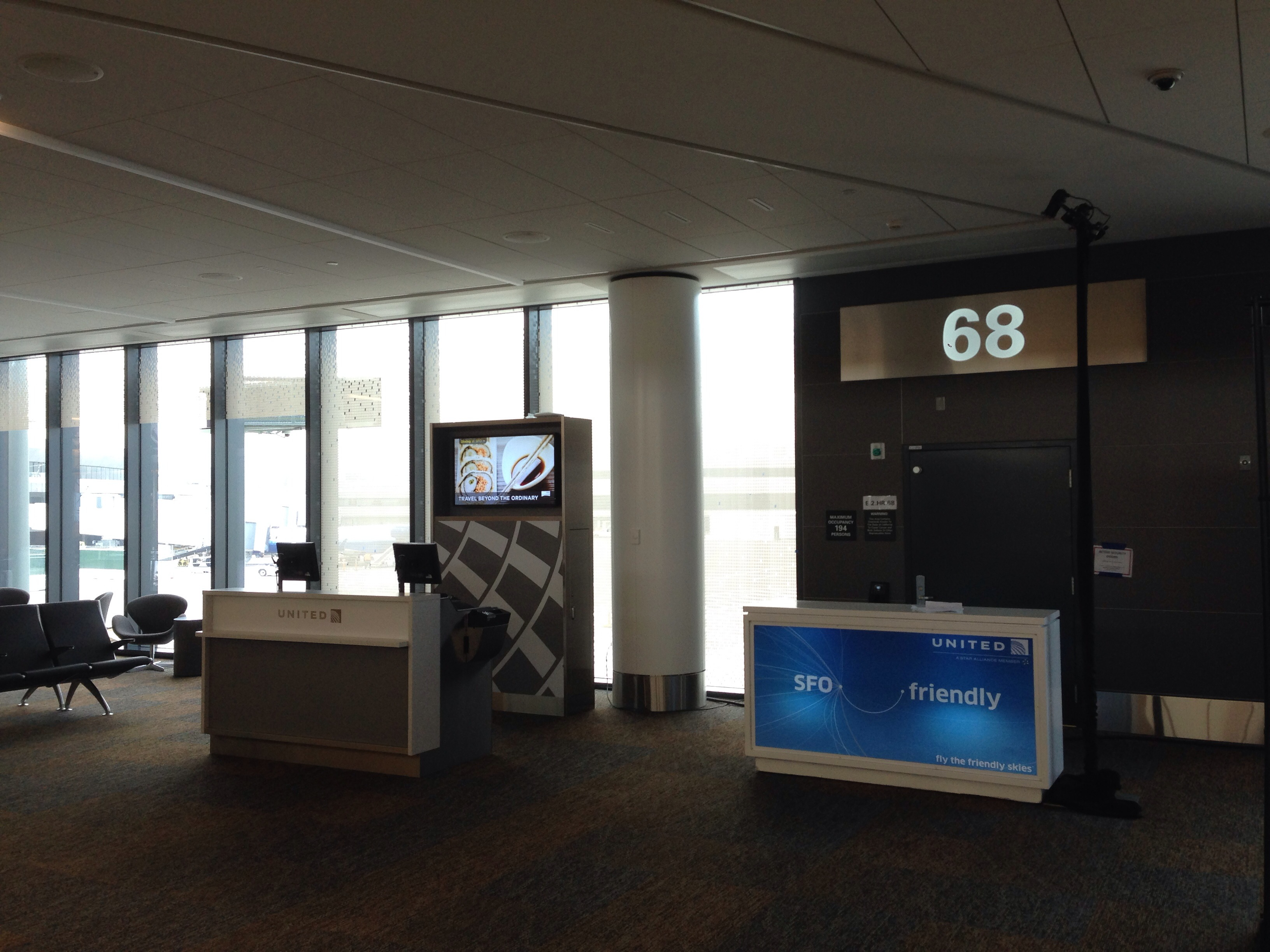
美国加利福尼亚州旧金山国际机场68号登机口
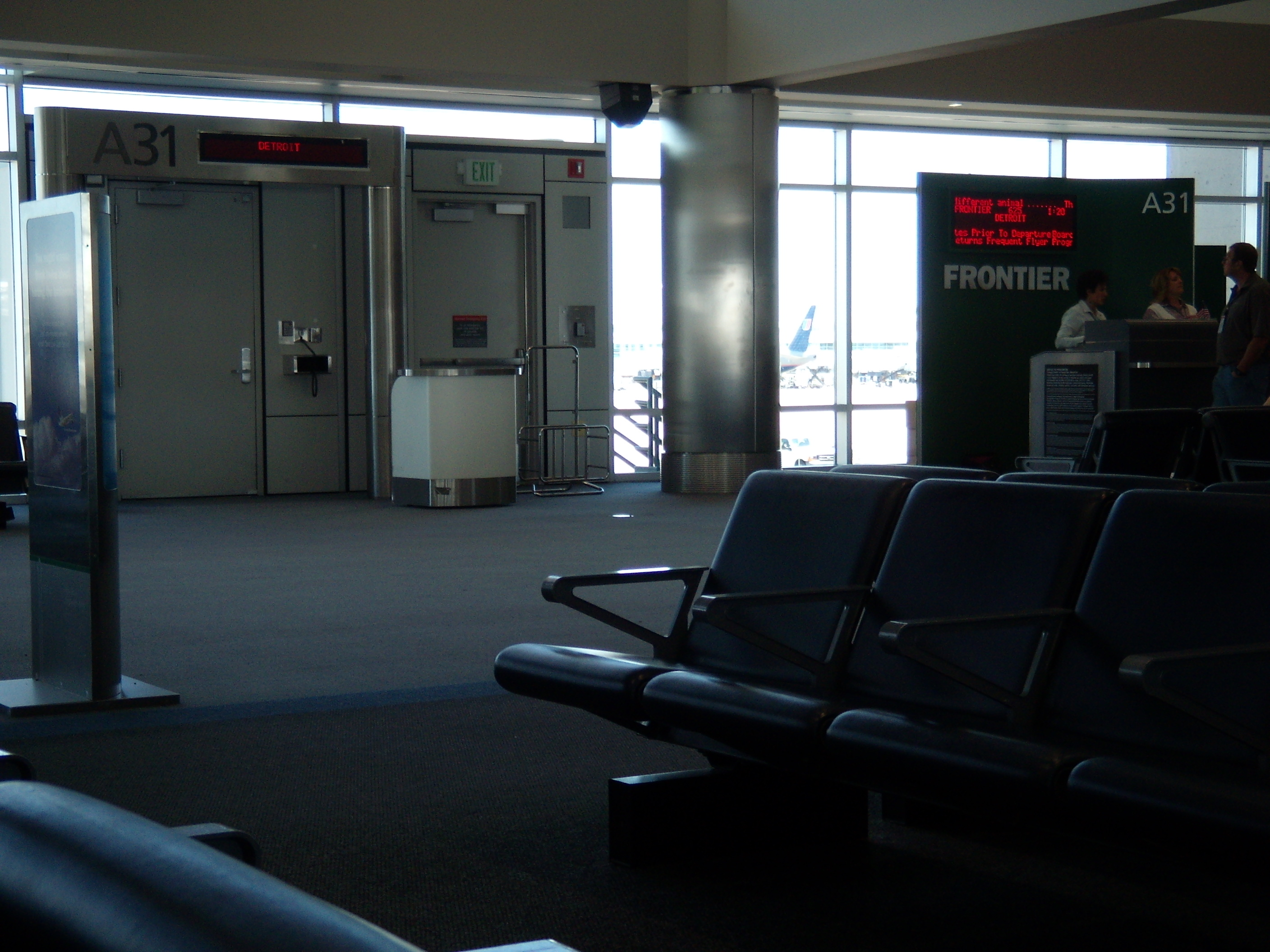
美国科罗拉多州丹佛国际机场A31登机口
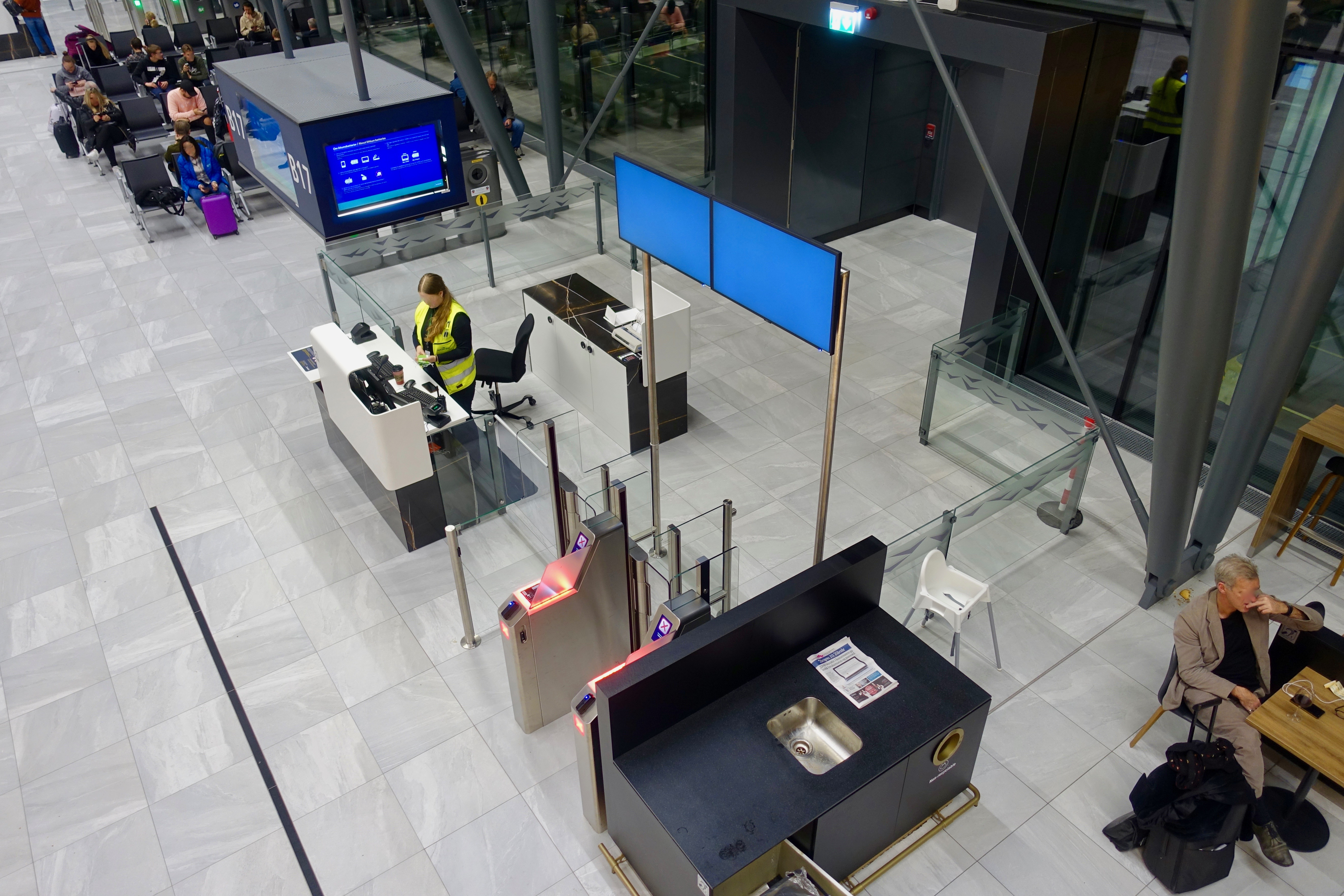
挪威卑尔根弗莱斯兰机场B17登机口
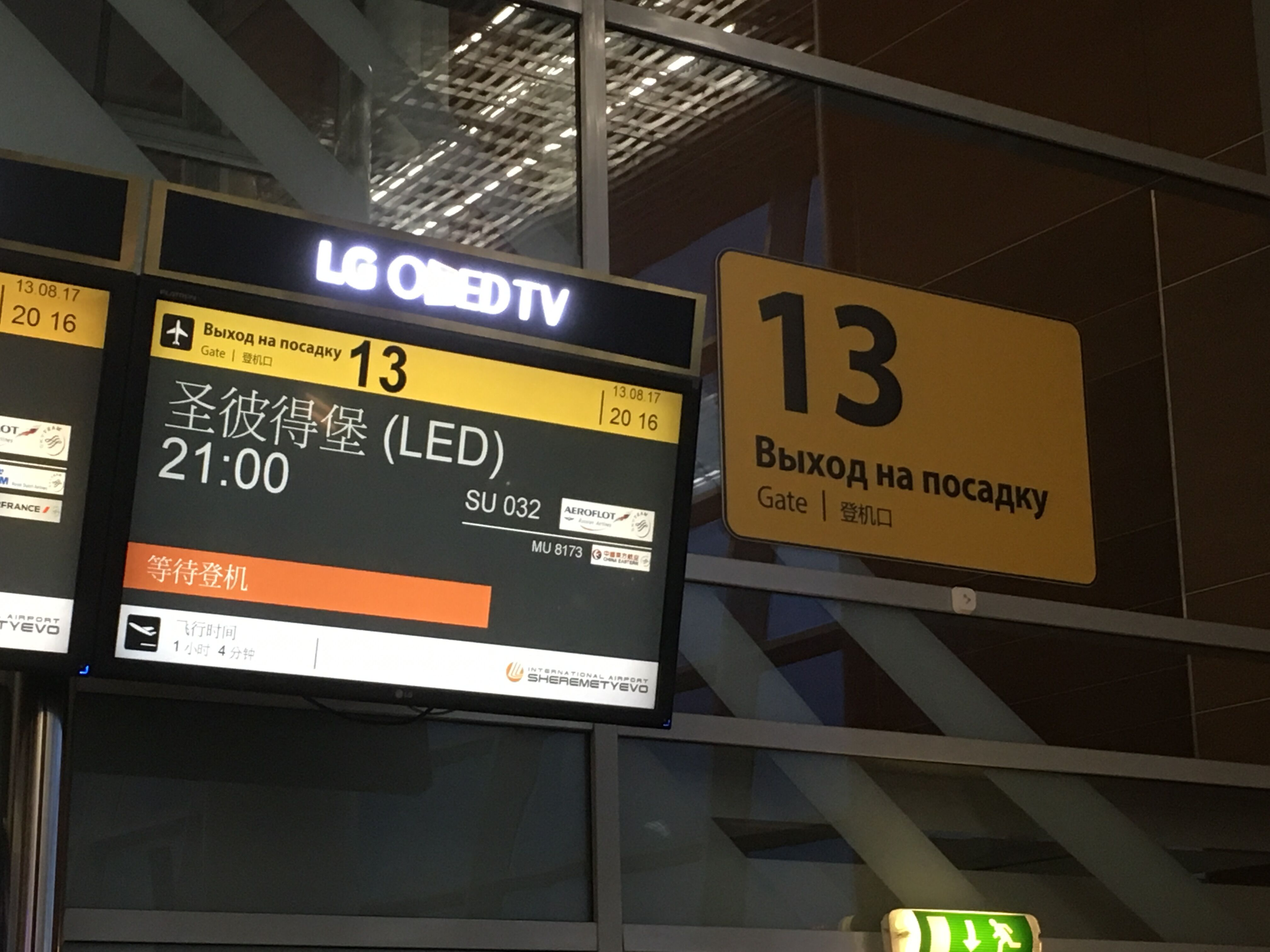
俄罗斯莫斯科謝列梅捷沃國際機場13号登机口
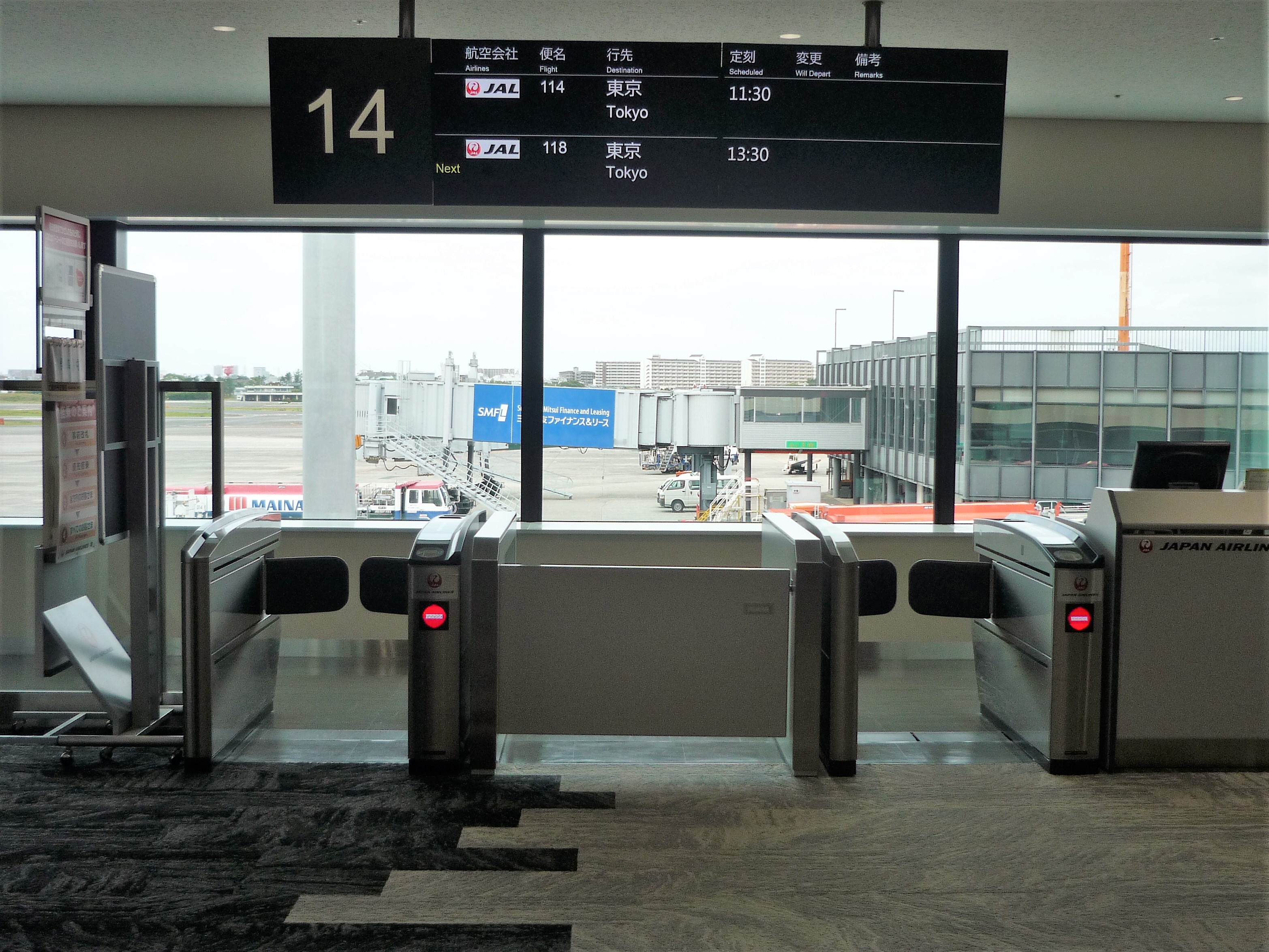
日本大阪伊丹国际机场14号登机口
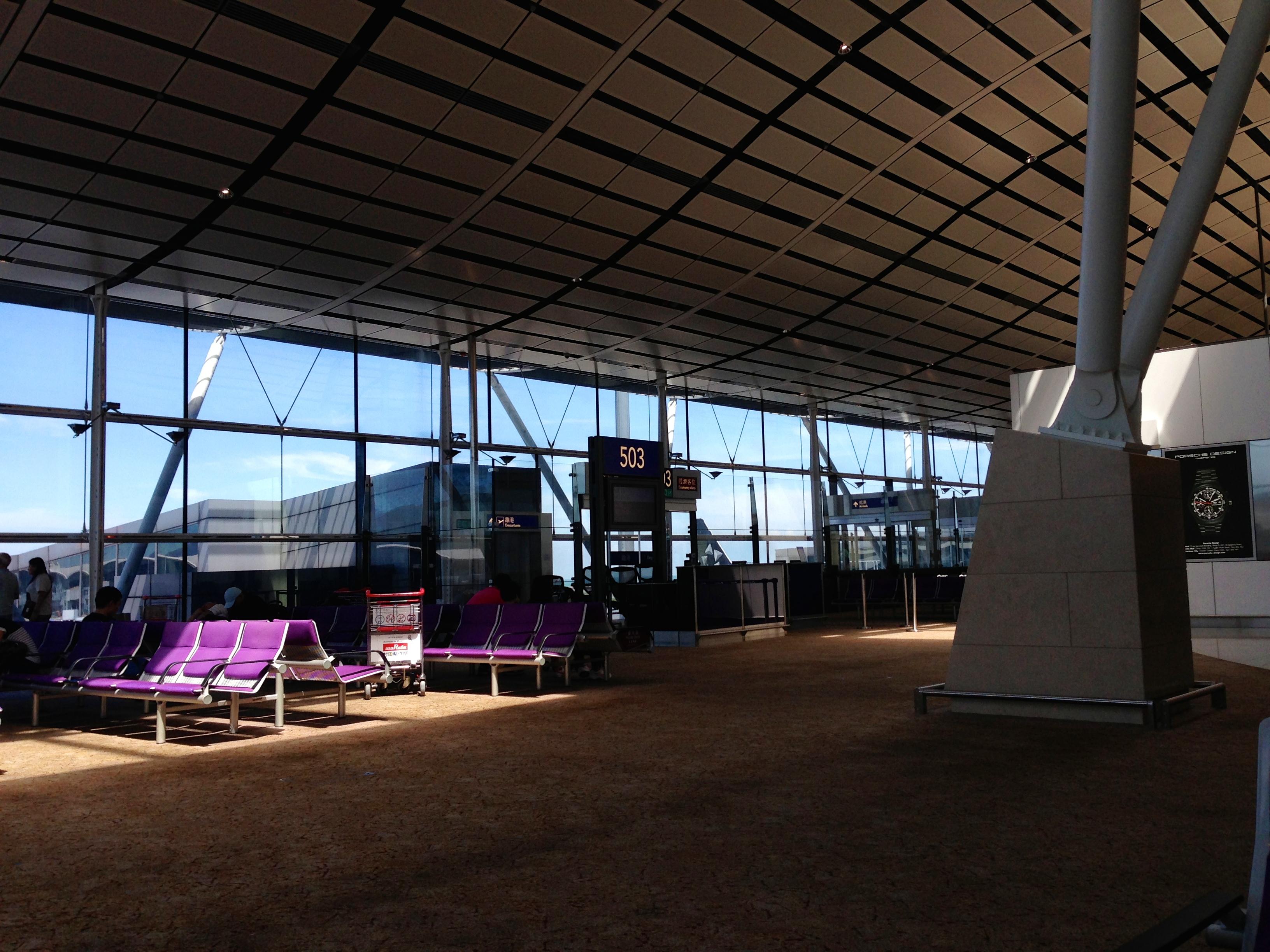
香港国际机场北卫星客运廊503号闸口
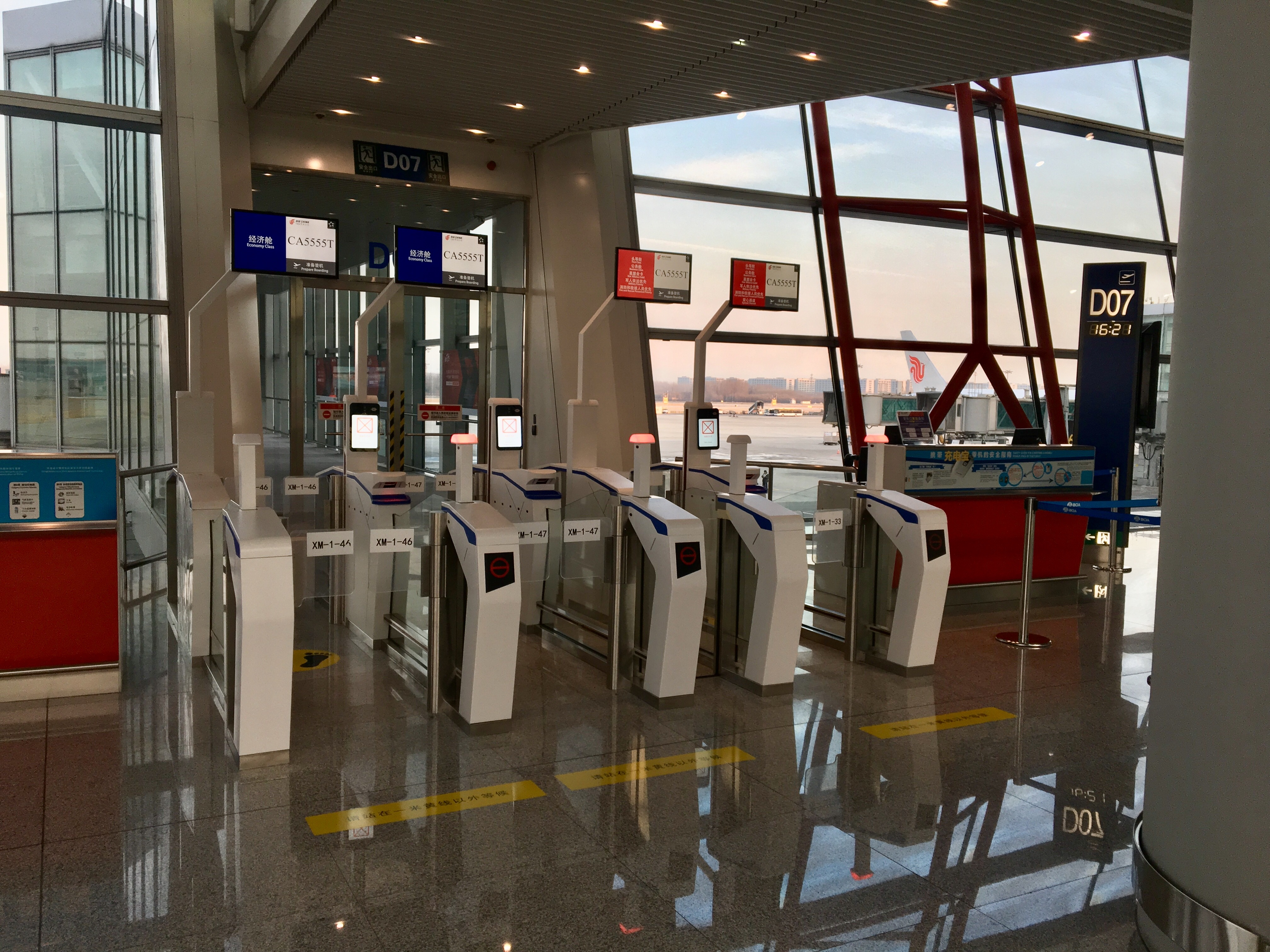
中国北京首都国际机场D07登机口
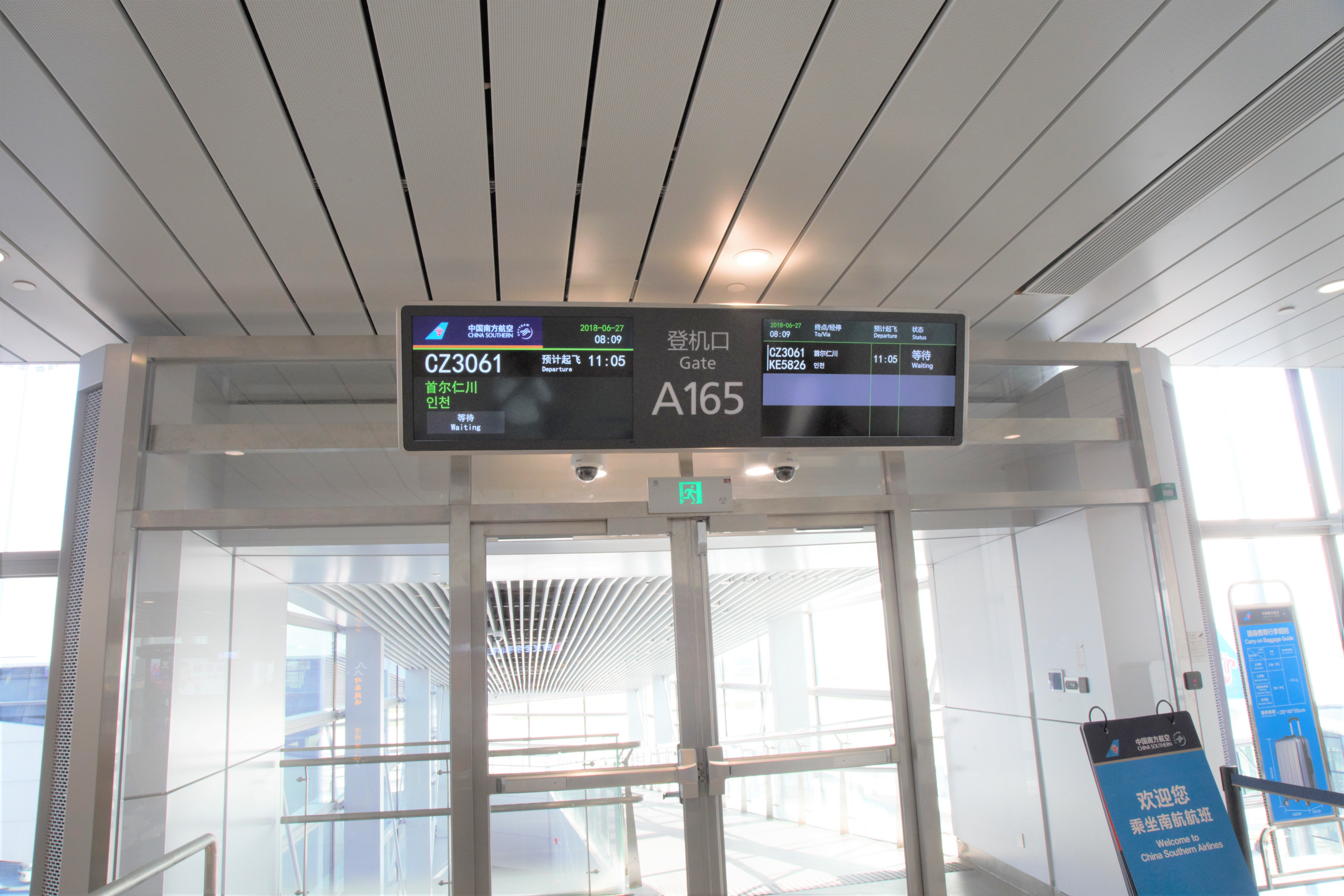
中国广州白云国际机场A165登机口
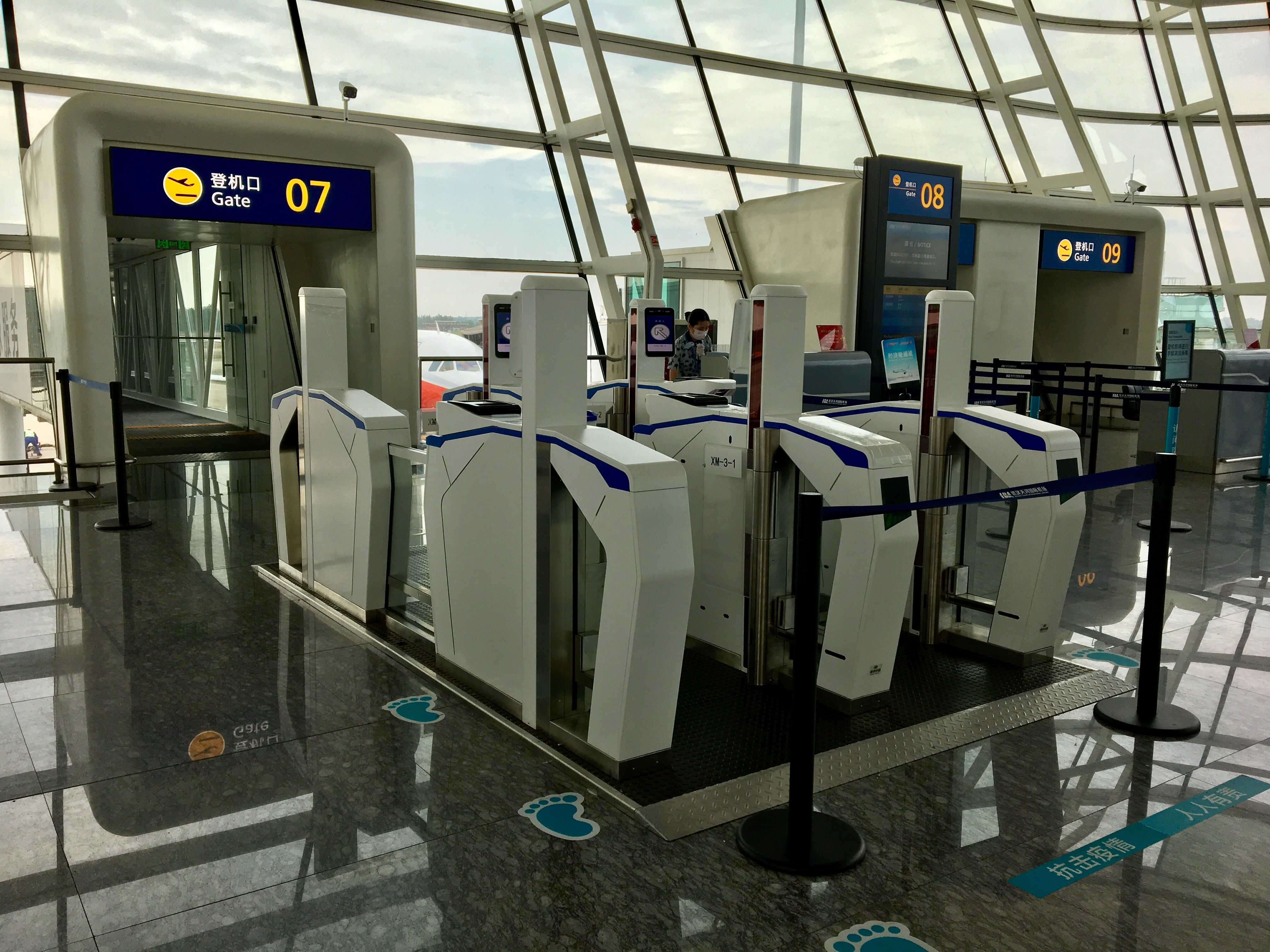
中国武汉天河国际机场7、8、9号登机口